# Gualtiero Cannarsi
Gualtiero Cannarsi (Vasto, 27 dicembre 1976) è un dialoghista e direttore del doppiaggio italiano.
Opera nell'ambito dell'animazione giapponese; in particolare si è occupato dell'adattamento della serie TV Neon Genesis Evangelion e dei film dello Studio Ghibli fino al 2016.

## Carriera

### Animazione
Cannarsi lavora da libero professionista come traduttore, dialoghista, direttore e supervisore al doppiaggio. Tra le aziende con cui ha collaborato vi sono Granata Press (nel 1995), Dynamic Italia (dal 1996 al 2002) e Shin Vision/Fool Frame (dal 2002 al 2008), lavorando a tre opere dello studio Gainax: Neon Genesis Evangelion, FLCL e Abenobashi - Il quartiere commerciale di magia. 
A partire dagli anni 2000 inizia anche a occuparsi di direzione del doppiaggio, spesso su opere di cui è anche adattatore, e a lavorare occasionalmente con aziende come Columbia Tristar, T:ME CODE e Buena Vista Italia. Quest'ultima affida a Cannarsi intorno al 2001 i dialoghi italiani per i film dello Studio Ghibli che pianifica di distribuire; solo due delle edizioni realizzate vengono effettivamente pubblicate, Kiki - Consegne a domicilio e Laputa - Castello nel cielo, mentre altre quattro (Nausicaä della Valle del vento, Porco Rosso, I sospiri del mio cuore e Il mio vicino Totoro) restano inedite.
Nel 2005 lavora per il distributore cinematografico Lucky Red al film Il castello errante di Howl, curandone l'adattamento e il doppiaggio italiano in veste di responsabile artistico, ruolo successivamente confermato a partire dal 2008. Cura l'adattamento di dialoghi e canzoni, direzione del doppiaggio e supervisione artistica della localizzazione italiana dell'intera filmografia dello Studio Ghibli fino al 2014 distribuita in Italia da Lucky Red (incluso Nausicaä della Valle del vento, escluso Una tomba per le lucciole, pubblicato nel 2015 da Yamato Video e Koch Media e anch'esso curato da Cannarsi); per le canzoni collabora con Fabio Liberatori (Ponyo sulla scogliera e Il mio vicino Totoro) e Cécile Corbel (Arrietty - Il mondo segreto sotto il pavimento). Sempre per Lucky Red, Cannarsi ha curato i dialoghi italiani e la direzione del doppiaggio del documentario sullo Studio Ghibli Il regno dei sogni e della follia. Tuttavia, l'edizione italiana dei successivi film dello Studio Ghibli prodotti dal 2020 (Earwig e la strega, Il ragazzo e l'airone) vede Cannarsi sostituito nei suoi ruoli da altri operatori del settore.
Nel 2018 la società di doppiaggio VSI lo contatta per curare il nuovo adattamento italiano di Neon Genesis Evangelion, distribuito in contemporanea mondiale sulla piattaforma di streaming Netflix a partire dal 21 giugno 2019. L'adattamento riceve una pessima accoglienza, a tal punto da venir rimosso il successivo 28 giugno in seguito alle proteste degli spettatori; mediante un comunicato di scuse l'azienda afferma di essere intenzionata a correggere le criticità emerse.
Nel 2019 Yamato Video affida a Cannarsi l'adattamento dialoghi di Shinko e la magia millenaria, la cui distribuzione italiana è affidata a TIMvision. Dopo avere inizialmente accreditato a Cannarsi i dialoghi italiani della pellicola, Yamato Video afferma che essi sono a cura dello Studio Gamilus. In seguito, il nome "Studio Gamilus" è cambiato in "Gamilax"; a questa sigla vengono attribuiti i dialoghi italiani di altri film e anime distribuiti da Yamato Video, per i quali Cannarsi risulta direttore del doppiaggio.

### Editoria
Nel settore editoriale Cannarsi ha collaborato a partire dal 1993 come traduttore e recensore per riviste a diffusione nazionale edite da Granata Press (Mangazine e Zero), Studio Vit (Game Power), Dynamic Italia (AnimaniA), Shin Vision e Nexta; per la Hobby Media ha scritto sulla testata bimestrale Gamers occupandosi di retrogaming giapponese, e in particolare della console Neo Geo. Si è occupato della cura editoriale dell'edizione italiana dei manga Neon Genesis Evangelion (fino all'ottavo volume della prima edizione), Il giocattolo dei bambini e Battle Royale II - Blitz Royale, dell'adattamento testi e della direzione artistica per Evangelion Film Book (fino al terzo volume). Per l'edizione in home video di Neon Genesis Evangelion, Cannarsi ha ideato e scritto un approfondimento alla serie sotto forma di glossario tecnico, intitolato Neon Genesis Evangelion Encyclopedia e pubblicato a fascioli inclusi nelle uscite in VHS della serie. Cannarsi ha inoltre pubblicato degli articoli relativi alla lavorazione dei due film Il castello errante di Howl, sulla rivista cinematografica Ciemme, e Ponyo sulla scogliera sul blog letterario collettivo Nazione Indiana. 

### Altro
Oltre agli adattamenti cinematografici, nel 2006 Cannarsi si è occupato della prima localizzazione italiana del videogioco Final Fantasy IV Advance.
Nel 2010 è stato curatore e presentatore di una retrospettiva sullo Studio Ghibli nell'ambito della sezione Occhio sul mondo / Focus del 5º Festival internazionale del film di Roma, in cui sono state mostrate in anteprima le versioni doppiate in italiano di Porco Rosso e Pom Poko insieme ad altri nove film da lui sottotitolati, comprese nuove versioni di Princess Mononoke e La città incantata presentate rispettivamente con i titoli La principessa spettro e La sparizione di Chihiro e Sen.
Nel 2012 Cannarsi ha doppiato i personaggi di Toshiaki nel film di Tim Burton Frankenweenie e di Soichi Katsuragi nel videogioco Lost Planet 3.

## Controversie
Gli adattamenti di Cannarsi hanno ricevuto nel corso degli anni diverse critiche. In particolare, vengono contestati il linguaggio utilizzato, considerato inappropriato e desueto, e la sintassi ricca di costruzioni non comuni. Secondo tali critiche, le scelte lessicali di Cannarsi risulterebbero fuori luogo, causando un senso di straniamento nello spettatore e costringendolo quindi a concentrarsi sulla forma invece che sul contenuto, rompendo la sospensione dell'incredulità.
Cannarsi, in numerose interviste, ha confermato e rivendicato la poca naturalezza dei propri adattamenti, affermando che la sensazione di disagio avvertita da alcuni ascoltatori è l'«effetto collaterale» di un metodo di lavoro rivolto alla resa più precisa possibile del «dettaglio linguistico» dei dialoghi giapponesi. Ha inoltre definito il suo metodo «obiettivo» e caratterizzato sia dalla «fedeltà all'originale», sia dal mantenimento della cultura di origine dell'opera. 
L'analisi di traduttori professionisti dal giapponese e la comparazione diretta dei copioni giapponesi e italiani ha in parte confermato le tesi di Cannarsi, per cui l'eccessiva aderenza a modelli linguistici lontani dall'italiano si tradurrebbe in una scarsa fruibilità dei dialoghi; al contrario però, secondo altri commentatori, i suoi adattamenti altererebbero considerevolmente il senso, la forma e a volte anche la sostanza delle battute originali.

### Neon Genesis Evangelion
Le critiche nei confronti dei lavori di Gualtiero Cannarsi sono iniziate negli anni 2000, innescate prevalentemente dai suoi adattamenti dei lungometraggi dello Studio Ghibli distribuiti in Italia da Lucky Red a partire da Il castello errante di Howl, rimanendo però per lo più confinate all'interno del pubblico degli otaku e dei cinefili di animazione giapponese. La situazione è cambiata a partire dal giugno 2019, quando la piattaforma Netflix ha iniziato a distribuire via streaming la serie TV e i film del franchise Neon Genesis Evangelion, ridoppiati su un nuovo adattamento eseguito da Cannarsi. La notorietà del titolo e la visibilità datagli da Netflix hanno fatto conoscere il lavoro di Cannarsi a un pubblico molto vasto, generando una quantità di critiche notevolmente maggiore che in passato.
Gli spettatori hanno reagito con opinioni discordanti riguardo alle modifiche sia della terminologia interna dell'opera, sia dei dialoghi veri e propri rispetto al precedente doppiaggio. A tal proposito, il direttore del doppiaggio Fabrizio Mazzotta ha definito la riscrittura dei testi «farraginosa, difficile, incomprensibile» e ha affermato che numerosi doppiatori erano sul punto di abbandonare l'incarico, poiché ritenevano che recitando quel copione avrebbero perso credibilità. Le numerose critiche hanno inoltre portato la stessa Netflix a scusarsi con gli utenti, a rimuovere il doppiaggio e ad annunciarne il rifacimento, reso disponibile il 6 luglio 2020, questa volta senza che Cannarsi fosse stato coinvolto in alcun modo nell'adattamento.

## Lavori principali
La lista non è esaustiva: per una trattazione più completa si rimanda ai Collegamenti esterni. Gli anni indicati si riferiscono alle date di uscita italiane delle opere e non al loro periodo di lavorazione.
- 1995 – Ranma ½; revisione dialoghi degli episodi da 1 a 26
- 1997 – Neon Genesis Evangelion; supervisione, adattamento dialoghi degli episodi da 11 a 26 (versione Dynamic Italia)[37]
- 2000 – I cieli di Escaflowne; adattamento dialoghi da 1 a 8 (con Anna Marani)
- 2001 – Inuyasha; adattamento dialoghi degli episodi da 1 a 26
- 2002 – Metropolis; adattamento dialoghi
- 2002 – Kiki - Consegne a domicilio; adattamento dialoghi (versione Buena Vista)[38]
- 2002 – FLCL; adattamento dialoghi
- 2003 – Kill Bill: Volume 1; traduzione dialoghi
- 2004 – Laputa - Castello nel cielo; adattamento dialoghi (versione Buena Vista)[39]
- 2005 – Abenobashi - Il quartiere commerciale di magia; adattamento dialoghi, direzione del doppiaggio
- 2005 – Infection; adattamento dialoghi
- 2005 – Il castello errante di Howl; adattamento dialoghi, direzione del doppiaggio
- 2006 – Kyashan - La rinascita; adattamento dialoghi
- 2006 – Oh, mia dea! The Movie; adattamento dialoghi, direzione del doppiaggio
- 2007 – I racconti di Terramare; adattamento dialoghi, direzione del doppiaggio
- 2008 – The Derby Stallion; direzione del doppiaggio
- 2009 – Ponyo sulla scogliera; adattamento dialoghi, direzione del doppiaggio
- 2009 – Il mio vicino Totoro; adattamento dialoghi, direzione del doppiaggio
- 2010 – Porco Rosso; adattamento dialoghi, direzione del doppiaggio
- 2011 – Arrietty - Il mondo segreto sotto il pavimento; adattamento dialoghi, direzione del doppiaggio
- 2011 – I sospiri del mio cuore; adattamento dialoghi, direzione del doppiaggio
- 2011 – Pom Poko; adattamento dialoghi, direzione del doppiaggio
- 2012 – La collina dei papaveri; adattamento dialoghi, direzione del doppiaggio
- 2012 – Il castello nel cielo; adattamento dialoghi, direzione del doppiaggio (versione Lucky Red)[39]
- 2013 – Kiki - Consegne a domicilio; adattamento dialoghi, direzione del doppiaggio (versione Lucky Red)[38]
- 2014 – Principessa Mononoke; adattamento dialoghi, direzione del doppiaggio (versione Lucky Red)
- 2014 – La città incantata; adattamento dialoghi, direzione del doppiaggio (versione Lucky Red)
- 2014 – La storia della Principessa Splendente; adattamento dialoghi, direzione del doppiaggio
- 2014 – Si alza il vento; adattamento dialoghi, direzione del doppiaggio
- 2015 – Pioggia di ricordi; adattamento dialoghi, direzione del doppiaggio
- 2015 – Nausicaä della Valle del vento; adattamento dialoghi, direzione del doppiaggio (versione Lucky Red)
- 2015 – Il regno dei sogni e della follia; adattamento dialoghi, direzione del doppiaggio
- 2015 – Una tomba per le lucciole; adattamento dialoghi, direzione del doppiaggio (seconda versione Yamato Video)[40]
- 2015 – Quando c'era Marnie; adattamento dialoghi, direzione del doppiaggio
- 2016 – La ricompensa del gatto; adattamento dialoghi, direzione del doppiaggio
- 2016 – Si sente il mare; adattamento dialoghi, direzione del doppiaggio
- 2016 – I miei vicini Yamada; adattamento dialoghi, direzione del doppiaggio
- 2018 – Bleach; adattamento dialoghi
- 2019 – Neon Genesis Evangelion; adattamento dialoghi (prima versione Netflix)
- 2019 – Shinko e la magia millenaria; adattamento dialoghi (accreditato come "Gamilax"), direzione del doppiaggio
- 2020 – Miss Hokusai - Mirto Crespo; adattamento dialoghi (accreditato come "Gamilax"), direzione del doppiaggio
- 2020 – L'isola di Giovanni; adattamento dialoghi (accreditato come "Gamilax"), direzione del doppiaggio
- 2021 – Arte; adattamento dialoghi (accreditato come "Gamilax"), direzione del doppiaggio
- 2022 – Mix; adattamento dialoghi (accreditato come "Gamilax"), direzione del doppiaggio

## Opere
- Neo-geo collector's bible, collana Conscious Gaming, Roma, Universitalia, 2020, ISBN 978-88-3293-372-7.